# 河南广播电视台

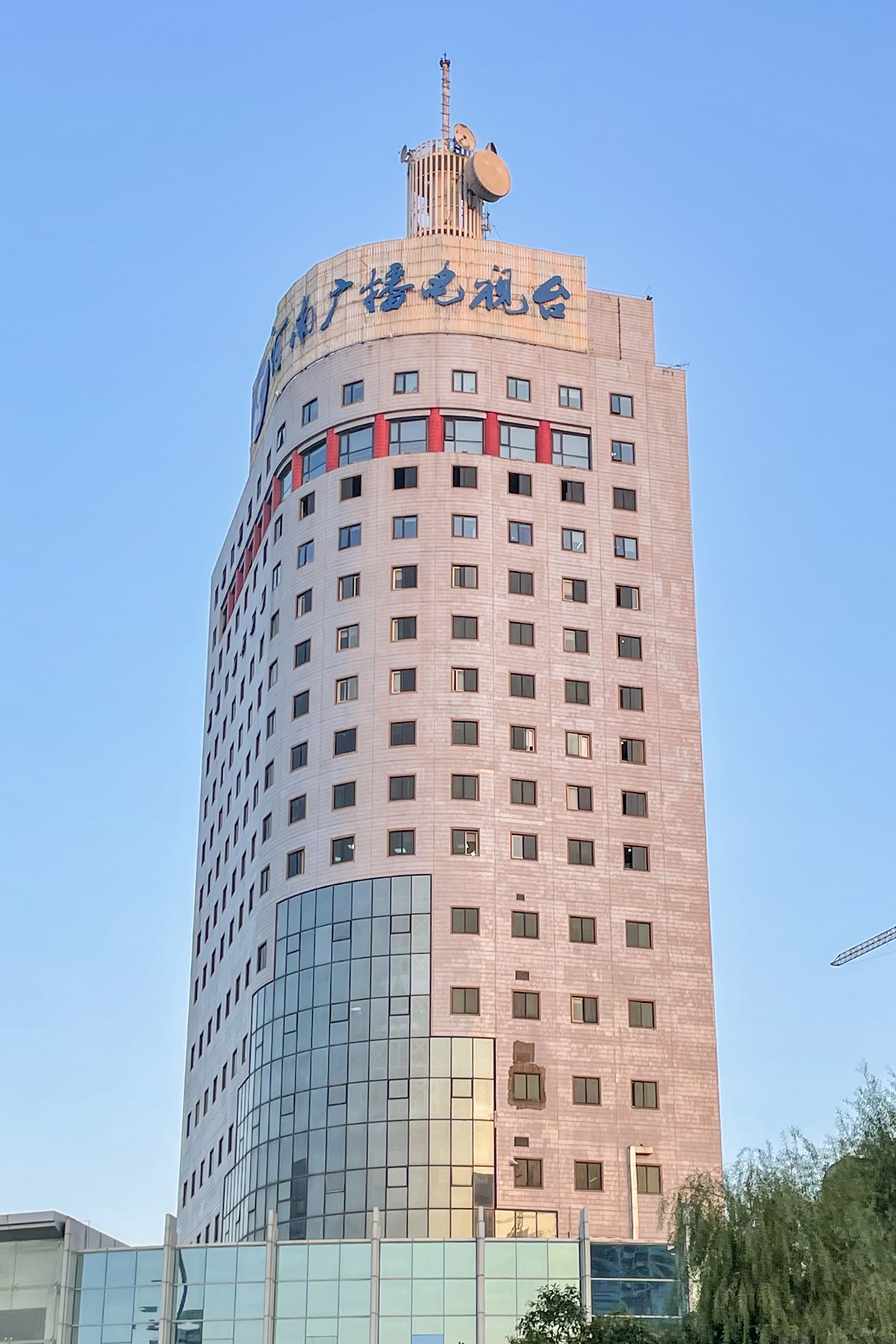
河南广播电视台总部大楼

河南广播电视台（英語：Henan Broadcasting System），又称河南广电传媒控股集团有限责任公司，是河南省一家主要从事广播电视节目制作的特大型省属事业单位兼国有企业。
河南广播电视台于2017年5月11日成立，由原河南人民广播电台、河南电视台等单位合并而成，为中共河南省委直属事业单位，受河南省新闻出版广电局监管。河南广播电视台内设20个部室和24个频率、频道，下辖41家事业单位，在职员工5400多人。2014年还设立了河南大象融媒体集团有限公司。
因河南广播电视台的台标酷似一头大象，故观众称其为“大象台”，同时该台电视频道官方网站的名称为“大象网”。

## 历史

### 河南电视台

#### 1969年至1999年
河南电视台于1969年9月10日试播，同年10月1日第一套节目正式开播，仅限于每周的星期三、星期六播出。1970年5月15日开始转播北京电视台（中央电视台前身）的节目，每周的播出次数增加到三次。北京电视台改名为中央电视台后，河南电视台继续定期转播中央电视台的节目，每周的播出次数也逐步增加到九次，其中自办节目每周播出四次。1980年9月15日河南电视台开办第二套节目，专门向郑州各地传送中央电视台的节目。1983年9月，河南电视台实现了全部彩色化播出。1980年代，河南电视台自制大量电视剧、电视小品和专题文艺节目，部分被中央电视台播放，并获得全国电视奖。
1991年，河南电视台共拍摄7部电视剧，总计46集。1991年底由河南电视台与中央电视台联合录制的6集电视专题片《商战》播出后，使郑州二七商圈引起全国关注，全国18个省市的考察团先后云集郑州，进行实地考察。1992年5月1日河南经济电视台试播，每天播出4次。1993年，河南电视台拍摄的电视剧《常香玉》获“五个一工程”优秀电视剧奖。1994年河南电视台的职工人数达到420人，同年12月1日，河南电视台试播河南教育电视台。1995年，河南电视台为美洲东方卫星电视提供26期节目，为美洲斯可拉卫星电视提供52期节目。同年，河南电视台举办了由全国28家电视台参加的《嵩山风情》大奖赛，所拍专题片在全国省级台播放。1996年6月1日，河南电视台第一套节目开始通过亚洲二号卫星传播。1997年10月20日，河南电视台都市频道正式播出。1998年8月22日，河南电视台举办的抗洪赈灾大型电视文艺晚会为湖北省灾区捐款达7000多万元。1999年，河南卫视在国内外有线电视台入网数达626个，河南电视台1500平方米演播厅完成初步设计，9月15日河南电视台迎来30周年台庆。

#### 2000年以后
随着河南卫视《梨园春》栏目影响力的不断扩大，2000年初，“梨园春现象”研讨会在北京召开，并于4月29日至5月6日在北京举办“梨园春”北京戏曲周。成立于1993年10月的河南有线电视台（下设影视频道、文艺频道、信息频道和体育频道）在2001年并入河南电视台后，河南电视台组建为八个频道，分别是卫星频道、都市频道、经济生活频道、法制频道、影视文体频道、科学教育频道、商务信息频道和公共频道。
2001年11月6日，韩国安东文化电视台台长尹钟保一行5人参观河南电视台，双方于9日缔结为友好电视台。河南电视台于2002年6月10日至7月4日承办了“走进中国河南”大型国际电视采访活动，世界五大洲15个国家和地区的电视媒体聚焦河南，扩大河南在海外的影响。2002年9月29日，河南电视台1500平方米演播厅建成。2003年9月16日，河南卫视《梨园春》栏目主持人庞晓戈获得第四届中国电视金鹰奖全国十佳优秀主持人奖，她也是河南电视台首位获得国家级大奖的主持人。
2004年，河南电视台开办了电视剧频道，同年创办的《东方今报》创刊3个月发行量就突破40万份。2005年11月18日，河南电视台第6频道影视文体频道改为文摘类的精品博览频道。2006年新农村频道、移动频道、梨园频道和武术世界频道先后成立，商务信息频道组建了由河南电视台控股的河南欢腾购物电视节目制作公司。
河南卫视2006年全年广告总收入达3.08亿元，在全国卫视中排名第八。2009年河南电视台举办了40周年台庆。

### 河南人民广播电台
河南人民广播电台的历史最早可追溯到1934年中华民国河南省政府在河南省开封市成立的河南广播电台。1930年代初期，在民国政府河南省主席刘峙的提议下，国民党党政军联席会议通过了筹建河南广播电台的决议，民国23年（1934年）4月20日组织成立了河南广播电台筹备处，河南省政府委任曾伯良为筹备处主任，同年7月底筹备工作就绪，同年10月河南广播电台正式成立。河南广播电台是河南省的第一座无线广播电台，当时的发射功率为200瓦，自备电源，有发电机两部，一部为德国制造的20匹马力发电机，另一部为皮带拖动的12伏直流发电机，电压均为220伏。
中华人民共和国成立后，河南人民广播电台于1950年7月在开封市建立，同年9月15日试播，河南人民广播电台于1950年7月在开封建立，9月15日试播，1951年元旦正式播音。1954年随河南省政府迁往郑州，同年10月1日在郑州播音。1977年河南电台开始用两套中波频率播送节目，1981年又增加了调频立体声广播。1994年11月，河南人民广播电台搬迁到新落成的河南广播电视中心大楼。1996年6月1日，河南电台的节目送上亚洲2号通信卫星，以模拟信号广播。1997年7月1日，进一步改为数字压缩信号广播。河南人民广播电台是中国大陆首家运用ATM网络技术实现数字化、网络化和智能化的电台。广播信号覆盖率占全省总面积的96%，部分频道通过亚洲4号通信卫星传播，覆盖全球人口的72%，此外还通过光缆、微波、因特网等方式向全球传送。

### 河南广播电视台
2016年9月，中共河南省委、河南省人民政府决定拟成立河南广播电视台、河南广电控股集团。9月23日，时任河南省委宣传部副部长、省新闻出版广电局党组书记、局长朱夏炎在河南人民广播电台召开座谈会，开展“两台合并”专题调研活动。
2017年5月11日，经国家新闻出版广电总局批准，河南广播电视台正式登记设立，撤销河南人民广播电台、河南电视台机构和呼号，使用新的“河南广播电视台xx广播（频道）”呼号，同时同意河南广播电视台使用原河南电视台台标。此外，河南广播电视台同时设立台属企业——河南广电传媒控股集团。

## 电视文化

### 台标
- 1991年至2001年（河南电视台）
- 2001年至2012年（河南电视台）
- 2012年至今（河南电视台、河南广播电视台）

河南电视台第一代台标启用于1991年，该台标中的“河南”两字的的首写汉语拼音字母“H”和“N”变形为“大象”（因河南简称“豫”，而“豫”中有“象”，故台标设计为大象）的外观，再让模拟卫星运行轨道的“环状”环绕“大象”，加上英文的TV，河南电视台的台标由此诞生，图腾文化加上现代科技使河南电视台的台标别具风格，当时的台标颜色为三基色。
河南电视台第二代台标启用于2001年，该台标在原台标的基础上，把台标颜色改为金黄色。
河南电视台第三代台标启用于2012年1月19日，该台标在原台标的基础上，美化为“蓝白色”的新台标，去掉了原有的“环状”轨道和“TV”字母，只保留“HN”组合而成的大象形象符号。

## 服务

### 电视频道
| 頻道名稱         | 语言   | 广播格式                    | 啟播時間 | 频道前身                                                                                     | 備註 | 備註 |
| 河南卫视         | 普通話 | SD: PAL 576i 16:9 HD: 1080i | 标清版：1969年10月1日（开播） 1996年9月15日（上星） 高标清数模同播：2015年5月1日 高标清16:9同播：2016年8月3日 | 河南电视台 河南电视台第一套节目                                                              | 全称河南广播电视台综合频道（卫星频道） |      |
| 都市频道         | 普通話 | SD: PAL 576i 16:9 HD: 1080i | 标清版：1997年10月20日 高标清16:9同播：2018年9月19日                                                          | 河南电视台第二套节目 河南经济电视台                                                          | 都市頻道是以都市人群为主要传播对象，以社会新闻为主干，集影视、娱乐、资讯于一体的综合性省级地面频道。 |      |
| 民生频道         | 普通話 | SD: PAL 576i 16:9           | 2001年4月1日                                                                                                  | 河南电视台第三套节目 河南教育电视台 河南电视台经济生活频道                                   | 民生频道是中国大陆第一家以“民生”命名的电视频道，以“民生为本”为理念，以“表述民生，畅达民意，抒发民情”为节目定位，隶属河南大象融媒体集团。                                                                        |      |
| 法治频道         | 普通話 | PAL 576i 16:9               | 2001年12月31日                                                                                                | 河南有线电视台 河南有线电视一台 河南有线电视台综艺频道 河南电视台法制频道 河南电视台政法频道 | 法治频道是河南省唯一的法制专业频道，频道以“大普法、大法治、大服务”为宗旨。播出节目以自办栏目为主，每天播出时间达24小时。                                                                                        |      |
| 电视剧频道       | 普通話 | PAL 576i 16:9 HD：1080i     | 2004年6月1日 高标清同播：2018年                                                                               | 河南有线电视二台 河南有线电视台影视频道 河南电视台影视文体频道                               | |      |
| 新闻频道         | 普通話 | PAL 576i 16:9               | 2010年8月2日                                                                                                  | 河南有线电视三台 河南有线电视台信息频道 河南电视台科学教育频道 河南电视台精品博览频道        | |      |
| 欢腾购物频道     | 普通話 | PAL 576i 16:9               | 2006年3月15日                                                                                                 | 河南有线电视四台 河南有线电视台生活频道 河南电视台商务信息频道                               | 2006年3月15日，电视购物栏目“欢腾购物”在河南电视台商务信息频道播出，2010年12月中国广电总局批准商务信息频道改为欢腾购物频道，2012年9月25日欢腾购物频道正式开播。                                                  |      |
| 公共频道         | 普通話 | PAL 576i 16:9 HD：1080i     | 2001年1月1日 高标清同播：2019年                                                                               | 河南有线电视五台 河南有线电视台服务频道                                                      | 频道节目以新闻、旅游、娱乐等栏目为主。 |      |
| 乡村频道         | 普通話 | PAL 576i 16:9               | 2006年6月9日                                                                                                  | 河南电视台新农村频道                                                                         | 乡村频道以服务“三农”为宗旨，为城乡观众提供时政、市场、科技、涉农资讯以及文化娱乐、影视剧、法制等节目。 |      |
| 航空港卫视       | 普通話 | SD: PAL 576i 16:9           | 2015年12月11日                                                                                                |                                                                                              | 该频道作为宣传郑州航空港综合实验区的平台。2016年3月1日起开始覆盖美、英、法、德、意、俄等全球141个国家和地区的240多万户华人家庭。                                                                                |      |
| 河南戏曲         | 普通話 | SD: PAL 576i 16:9 HD: 1080i | 标清版：2005年8月15日 高标清16:9同播：2018年1月12日                                                           | 梨园频道                                                                                     | 于2005年8月15日开播的专业戏曲付费频道，该频道以继承民族宝贵遗产，传承戏曲艺术精华，弘扬传统戏曲文化为宗旨。 |      |
| 中华功夫频道     | 普通話 | SD: PAL 576i 16:9 HD: 1080i | 标清版：2006年8月28日 高标清16:9同播：2018年1月12日                                                           | 武术世界频道                                                                                 | 于2006年8月28日开播的专业武术数字付费频道，该频道以弘扬中华民族优秀的传统文化，挖掘中国武术的丰富内涵，展示武术文化的独特魅力和现代美感为宗旨，依托中央数字电视传媒平台，信号覆盖全中国。全天播出时间为20小时。 |      |
| 收藏天下频道     | 普通話 | SD: PAL 576i 16:9 HD: 1080i | 标清版：2008年2月28日 高标清16:9同播：2018年1月12日                                                           | 文物宝库频道                                                                                 | 于2008年2月28日开播，该频道以文物为载体，涉及内容包括考古、鉴赏、收藏、文物投资、文物拍卖等，汇聚国内外精品节目，依托上海文广互动电视公司频道集成平台，信号覆盖全中国。全天播出时间为24小时。                   |      |
| 国学频道         | 普通話 | SD: PAL 576i 16:9           | | 说文解字频道                                                                                 | 以中国语言文字文化主要内容的的专业数字付费电视频道 |      |
| 大象睛彩中原频道 | 普通話 | SD: PAL 576i 16:9           | | 睛彩中原频道                                                                                 | 隶属河南大象融媒体集团 |      |
| 百姓调解频道     | 普通話 | SD: PAL 576i 16:9           | |                                                                                              | 隶属河南大象融媒体集团 |      |
| 象视界频道       | 普通話 | SD: PAL 576i 16:9           | |                                                                                              | 隶属河南大象融媒体集团 |      |
| 移动戏曲频道     | 普通話 | SD: PAL 576i 16:9           | |                                                                                              | 隶属河南大象融媒体集团 |      |
| 移动电视         | 普通話 | SD: PAL 576i 16:9           | 2006年 |                                                                                              | 于2006年成立，由河南电视台和河南有线电视网络集团公司组建的河南广电移动数字电视有限公司运营。在郑州市的公交车、公务车、出租车和私家车上播出。                                                                    |      |
| 大象融媒文博频道 | 普通話 | SD: PAL 576i 16:9           | 2021年 |                                                                                              | 隶属河南大象融媒体集团 |      |
| 大象融媒戏曲频道 | 普通話 | SD: PAL 576i 16:9           | 2021年 |                                                                                              | 隶属河南大象融媒体集团 |      |

#### 停播频道
- 国际频道：2013年10月16日开播，该频道以“传播华夏文明、展示今日河南”为定位，本着“立足河南、面向世界、荟萃精华、突出特色”的宗旨，充分挖掘和展示武术、姓氏、汉字、文物等中原文化独有的优势资源，是主要面向海外观众的频道。2024年停播。
- 功夫卫视：2009年2月26日开播，是河南电视台、澳门澳亚卫视有限公司和北京艺泰传媒有限公司合作开办的卫星电视台，该频道旨在弘扬中华武术文化，提高中国功夫影响力，2019年6月14日停播。
- 风尚河南频道：开播和停播时间不详。
- 移动戏曲宝频道：开播和停播时间不详.
- 移动梨园频道：开播和停播时间不详。
- 移动社区频道：开播和停播时间不详。

### 广播频率
注：频道频率除特别标注外，均为同频覆盖或以郑州地区频率为主。
| 頻道名稱 | 语言   | 频道频率             | 啟播時間                                | 频道前身                                            | 備註                     |
| 新闻广播 | 普通話 | AM657 FM95.5 FM102.3 | 启播：1950年9月15日 更名：2003年1月1日  | 河南人民广播电台第一套节目 河南人民广播电台综合广播 |                          |
| 经济广播 | 普通話 | AM972 FM103.2        | 启播：1989年                            | 河南经济广播电台                                    | 隶属河南大象融媒体集团   |
| 交通广播 | 普通話 | FM104.1              | 启播：1993年3月30日 改版：2012年3月18日 |                                                     |                          |
| 戏曲广播 | 普通話 | AM1143 FM97.6        | 启播：2005年1月18日                     | 河南人民广播电台戏曲广播 河南人民广播电台文艺广播   |                          |
| 音乐广播 | 普通話 | FM88.1               | 启播：2003年                            |                                                     |                          |
| 农村广播 | 普通話 | AM900 FM107.4        |                                         |                                                     | 绿色频道                 |
| 影视广播 | 普通話 | FM90.0               | 启播：2004年4月10日                     |                                                     |                          |
| 旅游广播 | 普通話 | FM99.9               | 启播：2012年8月1日                      |                                                     | 中国西部首家故事广播电台 |
| 教育广播 | 普通話 | AM1332 FM106.6       |                                         |                                                     |                          |
| 信息广播 | 普通話 | AM603 FM105.6        | 启播：1994年6月8日                      | 河南人民广播电台信息广播                            |                          |

### 报刊杂志
- 《东方今报》：2004年9月1日创刊，现隶属河南大象融媒体集团。是中国大陆唯一一家由广播电视系统主管主办的综合类都市新闻日报。
- 《魅力中国》杂志
- 《广播与受众》杂志

### 网站
- 大象网
- 河南广播网

## 姊妹台
- 安东文化广播（2002年11月9日缔结）
- 日本山形放送（2005年10月17日締結）